# Lake of the Woods (Wirginia)
Lake of the Woods – jednostka osadnicza w Stanach Zjednoczonych, w stanie Wirginia, w hrabstwie Orange.